# Halowe Mistrzostwa Świata w Lekkoatletyce 2004 – skok w dal kobiet
Skok w dal kobiet – jedna z konkurencji rozgrywanych podczas halowych mistrzostw świata w lekkoatletyce w 2004. Kwalifikacje odbyły się 6 marca, a finał został rozegrany 7 marca.
Do kwalifikacji zgłoszone zostały 22 zawodniczki z 18 państw.
Zawody w tej konkurencji wygrała reprezentantka Rosji Tatjana Lebiediewa. Drugą pozycję zajęła zawodniczka także z Rosji Tatjana Kotowa, trzecią zaś reprezentująca Szwecję Carolina Klüft.

## Wyniki

### Kwalifikacje
Źródło: 
Grupa A
| Miejsce | Zawodniczka         | Państwo           | Podejście | Podejście | Podejście | Wynik | Uwagi |
| Miejsce | Zawodniczka         | Państwo           | #1        | #2        | #3        | Wynik | Uwagi |
| ------- | ------------------- | ----------------- | --------- | --------- | --------- | ----- | ----- |
| 1.      | Tatjana Lebiediewa  | Rosja             | 6,78      | –         | –         | 6,78  |       |
| 2.      | Fiona May           | Włochy            | 6,61      | 6,64      | –         | 6,64  |       |
| 3.      | Valentīna Gotovska  | Łotwa             | 6,52      | 6,43      | 6,55      | 6,55  |       |
| 4.      | Concepción Montaner | Hiszpania         | X         | 6,54      | 6,41      | 6,54  |       |
| 5.      | Denisa Ščerbová     | Czechy            | 6,50      | 6,15      | 6,38      | 6,50  |       |
| 6.      | Grace Upshaw        | Stany Zjednoczone | 6,43      | 6,34      | 6,49      | 6,49  |       |
| 7.      | Sophie Krauel       | Niemcy            | X         | 6,49      | X         | 6,49  |       |
| 8.      | Antonija Jordanowa  | Bułgaria          | 6,27      | 6,45      | 6,19      | 6,45  |       |
| 9.      | Niki Ksantu         | Grecja            | 6,43      | X         | 6,17      | 6,43  |       |
| 10.     | Jackie Edwards      | Bahamy            | 6,39      | X         | 6,05      | 6,39  | SB    |
| 11.     | Kumiko Ikeda        | Japonia           | 6,27      | 6,13      | 6,35      | 6,35  |       |

Grupa B
| Miejsce | Zawodniczka          | Państwo    | Podejście | Podejście | Podejście | Wynik | Uwagi |
| Miejsce | Zawodniczka          | Państwo    | #1        | #2        | #3        | Wynik | Uwagi |
| ------- | -------------------- | ---------- | --------- | --------- | --------- | ----- | ----- |
| 1.      | Guan Yingnan         | Chiny      | 6,51      | 6,80      | –         | 6,80  | SB    |
| 2.      | Carolina Klüft       | Szwecja    | X         | X         | 6,73      | 6,73  | SB    |
| 3.      | Adina Anton          | Rumunia    | X         | 6,48      | 6,63      | 6,63  | PB    |
| 4.      | Tatjana Kotowa       | Rosja      | 6,62      | –         | –         | 6,62  |       |
| 5.      | Stiliani Pilatu      | Grecja     | 6,39      | 6,26      | 6,53      | 6,53  |       |
| 6.      | Bronwyn Thompson     | Australia  | 6,39      | 6,51      | 6,46      | 6,51  |       |
| 7.      | Bianca Kappler       | Niemcy     | 6,21      | 6,46      | 6,47      | 6,47  |       |
| 8.      | Zita Ajkler          | Węgry      | X         | 6,22      | 6,44      | 6,44  |       |
| 9.      | Elva Goulbourne      | Jamajka    | 6,43      | X         | 6,28      | 6,43  |       |
| 10.     | Ineta Radēviča       | Łotwa      | 6,37      | 6,03      | 6,29      | 6,37  | SB    |
| –       | Anastasiya Juravleva | Uzbekistan | DNS       | DNS       | DNS       | DNS   | DNS   |

### Finał
Źródło: 
| Miejsce | Zawodniczka         | Państwo   | Podejście | Podejście | Podejście | Podejście | Podejście | Podejście | Wynik | Uwagi |
| Miejsce | Zawodniczka         | Państwo   | #1        | #2        | #3        | #4        | #5        | #6        | Wynik | Uwagi |
| ------- | ------------------- | --------- | --------- | --------- | --------- | --------- | --------- | --------- | ----- | ----- |
| 01 !    | Tatjana Lebiediewa  | Rosja     | 6,89      | 6,98      | X         | 6,80      | –         | X         | 6,98  | WL    |
| 02 !    | Tatjana Kotowa      | Rosja     | X         | 6,76      | 6,75      | X         | 6,93      | 6,89      | 6,93  | SB    |
| 03 !    | Carolina Klüft      | Szwecja   | 6,80      | 6,92      | 6,92      | X         | X         | –         | 6,92  | NR    |
| 4.      | Guan Yingnan        | Chiny     | 6,50      | 6,75      | 6,54      | 6,71      | 6,69      | 6,62      | 6,75  |       |
| 5.      | Valentīna Gotovska  | Łotwa     | X         | 6,59      | 6,43      | X         | 6,64      | 6,67      | 6,67  |       |
| 6.      | Fiona May           | Włochy    | 6,56      | 6,64      | X         | 6,62      | 6,54      | 6,58      | 6,64  |       |
| 7.      | Concepción Montaner | Hiszpania | X         | 6,45      | X         | 6,38      | 6,20      | 6,46      | 6,46  |       |
| 8.      | Adina Anton         | Rumunia   | X         | X         | 6,43      | X         | 6,42      | 6,43      | 6,43  |       |